# إنيوس (شركة)
إنيوس (بالإنجليزية: Ineos) هي شركة كيميائية متعددة الجنسيات ناشئة عن تكتل عدد من الشركات ومقرها في لندن. تعد هذه الشركة رابع أكبر شركة للصناعات الكيميائية في العالم، ولها منتجات في عدد من القطاعات المختلفة.
تأسست هذه الشركة بجهود جيم راتكليف سنة 1998، وهو يرأس مجلس الإدارة.